# Yuze
Yuze (kinesiska: 渔泽, 渔泽镇) är en köping i Kina. Den ligger i provinsen Shanxi, i den norra delen av landet, omkring 170 kilometer söder om provinshuvudstaden Taiyuan. Antalet invånare är 25 992. Befolkningen består av 11 535 kvinnor och 14 457 män. Barn under 15 år utgör 16,0 %, vuxna 15-64 år 79 %, och äldre över 65 år 3,0 %.
Genomsnittlig årsnederbörd är 707 millimeter. Den regnigaste månaden är juli, med i genomsnitt 229 mm nederbörd, och den torraste är december, med 5 mm nederbörd.